# Defeated
A Defeated Anastacia amerikai énekesnő harmadik, utolsó kislemeze negyedik, Heavy Rotation című stúdióalbumáról. A dalt 2009. április 12-én küldték el az európai rádióadóknak, csak letöltésként és promóciós kislemezként jelent meg 2009. május 5-én, videóklip nem készült hozzá.

## Helyezések
| Slágerlista (2008)            | Legmagasabb helyezés |
| ----------------------------- | -------------------- |
| Szlovák rádiós játszási lista | 56                   |